# Zheng (Huizong)
Zheng, född 1079, död 1131, var en kinesisk kejsarinna, gift med kejsar Song Huizong. 
Zheng var från Kaifeng och hovdam åt änkekejsarinnan, som år 1099 gav henne och ytterligare en hovdam i gåva åt sin son kejsaren som konkubiner vid hans bröllop med sin huvudhustru. Kejsaren föredrog henne framför sin kejsarinna; hon beskrivs som en skicklig dansös och sångerska, och hennes inflytande skapade avund vid hovet. Sedan kejsarinnan avlidit blev hon år 1110 utsedd till kejsarinna. När Kiafeng togs av Jurchen år 1127 fördes hela hovet bort i fångenskap, och kejsarens konkubiner delades ut som mänskliga krigsbyten, men Zheng tillhörde de fem hustrur kejsaren fick behålla. Hon levde resten av sitt liv med honom i exil som fånge hos Jurchen.  